# Ese de Calleras
Ese de Calleras (oficialmente en asturiano: Ese) es una casería que pertenece a la parroquia de Calleras en el concejo de Tineo, en el Principado de Asturias. Se encuentra a 166 m s. n. m. y está situada a 18,40 km de la capital del concejo, la villa de Tineo. 

## Localización
Se trata de un pueblo situado en la zona denominada como el Cuarto de los Valles. Es un pueblo pequeño que toma su nombre del nombre medieval del río Esva. El río Esva nace en este pueblo por la unión de los ríos Barcena y Veiga.

## Población
En 2020 contaba con una población de 13 habitantes (INE, 2020) repartidos en un total de 12 viviendas (INE, 2010).

## Patrimonio

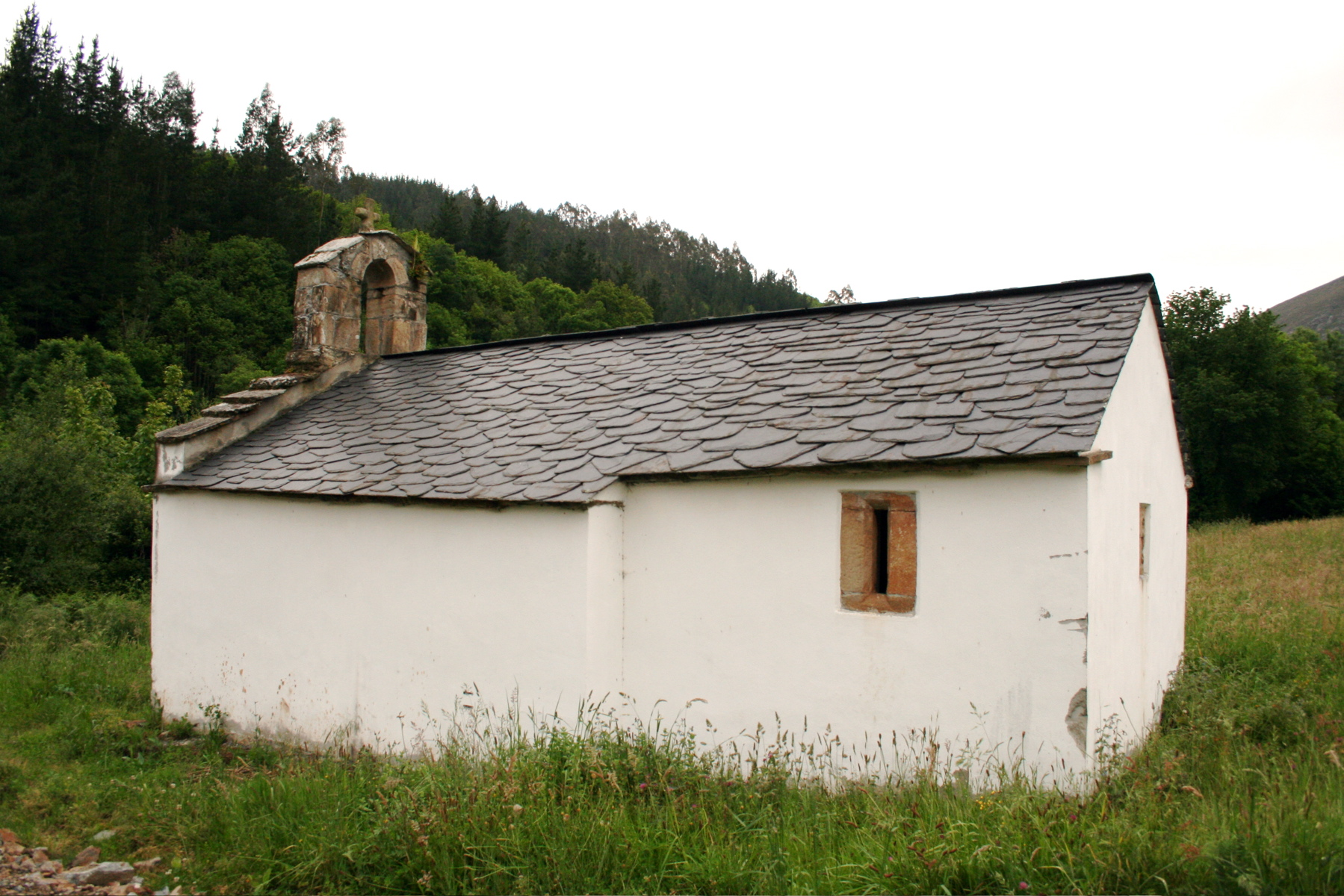
Iglesia de San Pedro de Ese de Calleras.

Lo más destacado del pueblo es la capilla de San Pedro de Ese de Calleras que data del siglo X. La casa que se ve en la foto data de 1905. La mayor atracción de interés turístico que posee Ese de Calleras, es la Ruta del Esva, un recorrido a las orillas de dicho río, y el cual presenta un magnífico y agradable paisaje natural.

## Referencies
1. ↑  «Expediente con los topónimos oficiales de Tineo». BOPA. Gobierno del Principado de Asturias.
2. ↑  Ruiz, Francisco (18 de enero de 2012).  Alarcos Research Group, ed. «Población de España–datos y mapas» (Zip/Excel). Ciudad Real: Escuela Superior de Informática de la Universidad de Castilla-La Mancha. Consultado el 29 de octubre de 2021.